# كاتو أندرياس سفيردروب
كاتو أندرياس سفيردروب هو شخصية أعمال وسياسي نرويجي، ولد في 9 أبريل 1896، وتوفي في 9 أبريل 1948. نشط حزبياً في حزب المحافظين. وقد انتخب عضو برلمان النرويج ‏ عن دائرة نورلان وقد انضم خلال فترته النيابية ‏ (1945 – 9 أبريل 1948) للكتلة البرلمانية حزب المحافظين وانتخب نائب عضو برلمان النرويج ‏ عن دائرة نورلان وقد انضم خلال فترته النيابية ‏ (1931 – 1933) للكتلة البرلمانية حزب المحافظين وانتخب عضو برلمان النرويج ‏ عن دائرة نورلان وقد انضم خلال فترته النيابية ‏ (1937 – 1945) للكتلة البرلمانية حزب المحافظين.